# ليو دي ألميدا نيفيس
ليو دي ألميدا نيفيس هو سياسي برازيلي، ولد في 22 مارس 1932 في بونتا غروسا في البرازيل، وتوفي في 2 نوفمبر 2020 في ساو باولو في البرازيل.